# Danziger Gespräche (Sicherheitskonferenz)

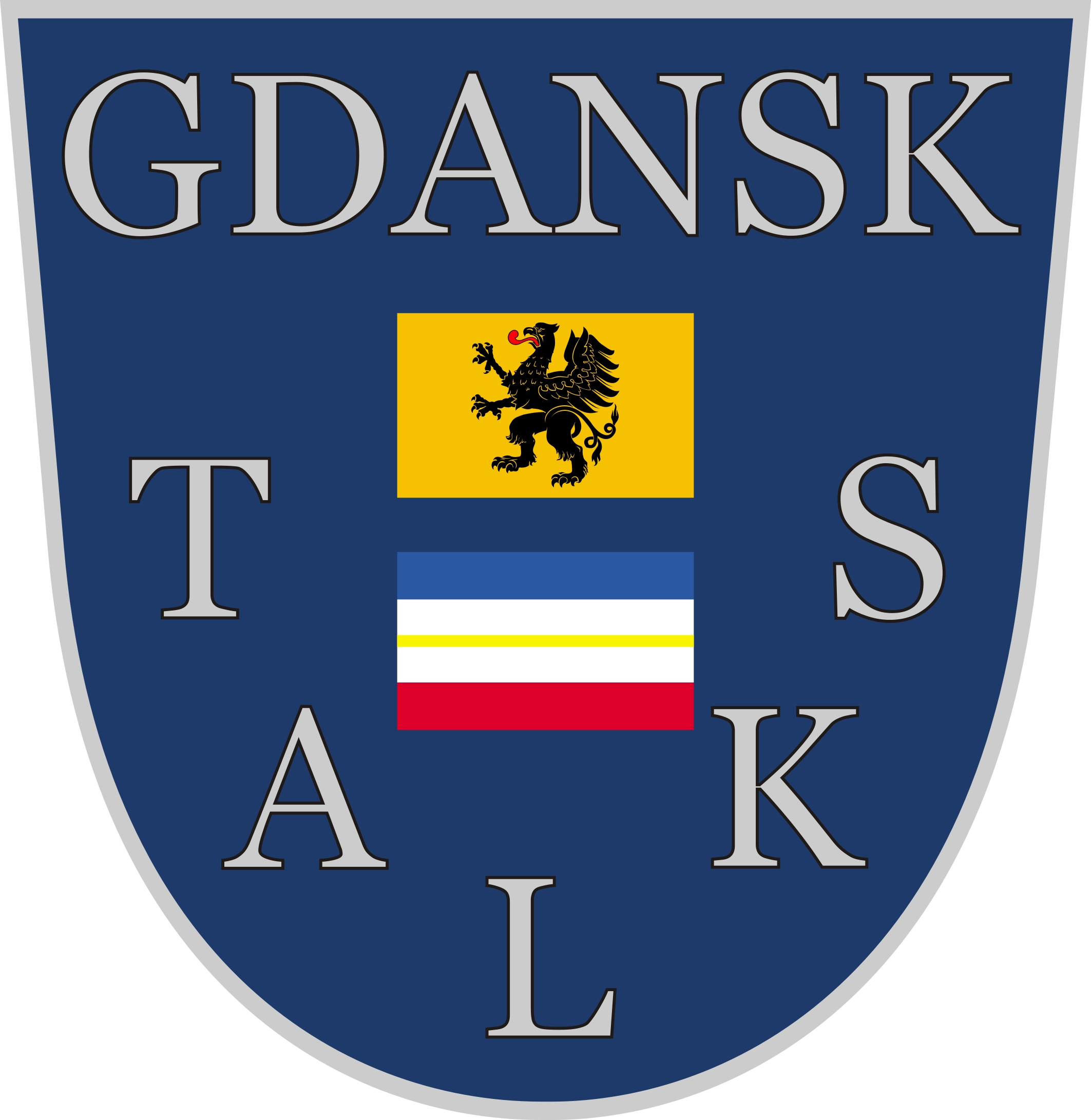
LOGO Danziger Gespräche

Die Danziger Gespräche sind eine seit 2000 jährlich stattfindende internationale Sicherheitskonferenz, organisiert in Kooperation des Landeskriminalamts Mecklenburg-Vorpommern mit dem Pommerschen Woiwodschaftsamt.

## Geschichte
Der ersten Konferenz im Jahr 2000 war eine Fachtagung in Białystok (Polen) vorausgegangen, bei der der Wunsch nach einer stärkeren Zusammenarbeit zwischen den mittel- und osteuropäischen Staaten deutlich wurde. Aus dieser Idee heraus wurden die ersten Danziger Gespräche als anfänglich einmalige Sicherheitskonferenz ins Leben gerufen. Das Bedürfnis nach einem regelmäßigen Austausch in Fragen der Inneren Sicherheit und der Förderung von grenzüberschreitender Zusammenarbeit, führten zur Weiterentwicklung der Danziger Gespräche zu einem jährlichen Konferenzzyklus. Ausgerichtet in Kooperation des Landeskriminalamts Mecklenburg-Vorpommern mit dem Pommerschen Woiwodschaftsamt fand die Konferenz bis 2008 zunächst nur in Polen, seitdem im Wechsel in Deutschland und in der Republik Polen statt.
Thematisch befasst sich die Konferenz mit aktuellen sicherheitsrelevanten Anliegen der Teilnehmerstaaten und umfasst z. B. Aspekte der gemeinsamen Bekämpfung von Terrorismus, Rauschgiftkriminalität, Wirtschaftskriminalität und Korruption, aber auch den Einsatz von neuen Technologien, die Sicherheit bei Großveranstaltungen sowie Fragen zur Migration, stets unter dem Gesichtspunkt der Inneren Sicherheit in Europa. 
Über die Jahre hat sie sich so zu einem wichtigen Forum für die internationale Zusammenarbeit entwickelt. Unter den Referenten und im Auditorium finden sich jährlich zahlreiche Führungskräfte und Experten der Polizei, Politik, Wirtschaft und Justiz aus Deutschland und Polen, aber auch aus Ländern der Europäischen Union und den USA.

## Grundgedanke
Übergreifendes Ziel der Konferenz ist es, Europa als einheitlichen Raum der Freiheit, der Sicherheit und des Rechts zu wahren. Dazu wird die Idee von Europa als ein über die einzelnen Staatsgrenzen hinausreichender Raum aufgegriffen. Anhand dessen wird die Zusammenarbeit der Staaten und ihrer Sicherheitsbehörden, insbesondere der Ostseeanrainerstaaten gefördert, die durch dynamische und bereits bewährte Kooperationsformen miteinander verbunden sind. Um dies zu erreichen, werden ein abgestimmtes Handeln in Sicherheitsfragen und die Entwicklung künftiger Sicherheitsstrategien, sowohl regional als auch europaweit, angestrebt. 
Anfängliches Bestreben der Konferenz war es, im Hinblick auf die 5. EU-Erweiterung 2004 die mittel- und osteuropäischen Staaten auf einheitliche polizeiliche Standards zu bringen und so den neuen Mitgliedsländern den Übergang in die Europäische Union zu ebnen. Im Laufe der Jahre wurde hieraus ein Dialog, der sich über die rein polizeiliche Ebene zu einem intensiven Austausch in Fragen der Inneren Sicherheit in Europa, insbesondere im baltischen Raum, entwickelt hat. 
Die Bandbreite der Konferenzthemen, beispielsweise die Sicherheit bei Großveranstaltungen, im digitalen Zeitalter, Tourismus und Energiesektor oder auch Public Private Partnerships zur Gewährleistung der Inneren Sicherheit, bringt Jahr für Jahr die verschiedensten Vertreter aus Polizei, Verwaltung, Justiz, Politik, Nichtregierungsorganisationen, aber auch aus Wissenschaft, Wirtschaft und Medien zusammen. Gemeinsam wird anhand von Fachvorträgen und Diskussionsrunden die themenspezifische Lage erörtert. 
Besonders interessant ist hierbei der Charakter der Partnerschaft zwischen dem Landeskriminalamt Mecklenburg-Vorpommern und dem Pommerschen Woiwodschaftsamt. Seitens des LKA M-V werden die Themen vordergründig nach polizeilichen Gesichtspunkten behandelt. Das Pommersche Woiwodschaftsamt setzt sich vorrangig mit dem Aspekt der Gefahrenabwehr und des Katastrophenschutzes auseinander. Konferenzteilnehmer aus weiteren EU-Ländern, häufig auch aus den USA, ermöglichen zudem einen Blick über den sogenannten Tellerrand hinaus und bieten eine Plattform für neue interessante Ansätze.

## Konferenzen

### Danziger Gespräche 2015
Die Danziger Gespräche 2015 finden am 6. und 7. Mai 2015 in Sopot (Polen) zum Thema  „Medien und Sicherheitsbehörden“ statt. Vor diesem Hintergrund wurden als zusätzliche Kommunikationsmedien eine eigene Facebook-Seite und eine Twitter-Seite erstellt, die sich rund um die „Danziger Gespräche“ drehen.